# Dieter Zimmermann (Maler)
Dieter Zimmermann (* 28. November 1942 in Słupca) ist ein deutscher Maler und Grafiker, einer der wichtigsten und produktivsten zeitgenössischen Maler der Lausitz.

## Leben und Werk
Die Familie Zimmermanns kam infolge des Zweiten Weltkriegs als Flüchtlinge in die Sowjetische Besatzungszone. Zimmermann absolvierte in Cottbus eine Lehre als Theatermaler. Von 1964 bis 1967 besuchte er die Arbeiter- und Bauernfakultät für Kunst an der Hochschule für Bildende Künste Dresden (HfBK). Anschließend studierte er bis 1973 bei Hannes H. Wagner und Willi Sitte an der Hochschule für industrielle Formgestaltung Halle – Burg Giebichenstein. Seitdem arbeitet er als freischaffender Maler und Grafiker, erst als Mitglied der Künstler-Produktionsgenossenschaft „Neue Form“ in Seidewinkel und seit 1981 in Werben-Brahmow bei Cottbus. In den 1970er und 1980er Jahren schuf Zimmermann neben Grafik und Zeichnungen vor allem Werke in Hinterglasmalerei und baugebundene Werke. In den letzten Jahren entstanden mehrere umfangreiche Werkzyklen wie ab 2002 Der Grübelzwang, der aus Hunderten von 40 × 50 cm großen graffitihaften Comics besteht, die in 3 × 4 cm große Segmente aufgeteilt sind, oder Zeitfluss – Lausitz und Die Quadratur des Spreewalds. Zimmermann macht auch Arbeiten in Keramik und Email und malt auf Postkarten und Briefumschlägen. In der letzten Zeit der DDR veröffentlichte die alternativen Berliner Kunstzeitschrift Liane Comics Zimmermanns. u. a.
Zimmermann war bis 1990 Mitglied des Verbands Bildender Künstler der DDR.
1993 erhielt er den Förderpreis für Bildende Kunst des Ministeriums für Wissenschaft, Forschung und Kultur des Landes Brandenburg. 2000 hielt er sich mit einem Stipendium des Ministeriums sechs Monate im Pariser Künstlerhaus Cite Internationale des Arts auf.
Zimmermann hatte bis in die jüngste Zeit eine bedeutende Zahl von Einzelausstellungen und Ausstellungsbeteiligungen, in der DDR u. a. 1977/1978, 1982/1983 und 1987/1988 an der VIII. bis X. Kunstausstellung der DDR.
Arbeiten Zimmermanns befinden sich u. a. im Brandenburgischen Landesmuseum für moderne Kunst, Museum der bildenden Künste Leipzig, Schloss-Museum Bernburg, Kunstmuseum Moritzburg Halle (Saale), in der Kunstsammlung der Berliner Volksbank und im Kunstarchiv Beeskow.

## Auszeichnungen
- 1980: Händelpreis des Bezirkes Halle
- 1981: Kunstpreis der Stadt Halle
- 1986: Kunstpreis der DSF[4]
- 1993: Förderpreis für Bildende Kunst des Ministeriums für Wissenschaft, Forschung und Kultur des Landes Brandenburg

## Fotografische Darstellung Zimmermanns
- Thomas Kläber (* 1955): Portrait des Malers Dieter Zimmermann (1981)[5]

## Rezeption
„In der Auseinandersetzung mit den kulturellen Eigenheiten (Sorben), landschaftlichen Besonderheiten (Spreewald) und Verwerfungen (Braunkohlebergbau) hat er stets auch das Welttheater wie zeitgeschichtliche Phänomene im Blick und in seinem vielgestaltigen Œuvre sinnbildreich ausgebreitet. Die wimmelnden Bildgeschichten und überbordenden Kompositionen leben von einer ganz eigenen Auffassung.“
„Mit Spontanität, Skurrilität, Humor, Hinter- und Tiefsinn schafft er seinen schier unendlichen Bilderkosmos von großer Farb- und Formästhetik. Ausgehend von skizzenhaften Notaten, die er Muzel nennt, kann er große Räume mit Motivanhäufungen fluten.“